# Хасан Бедри паша Манастърлъ
Хасан Бедри (Бедредин) паша Манастърлъ (на турски: Manastırlı Hasan Bedri, Bedrieddin, Bedrettin Paşa) е османски военен и администратор и министър.

## Биография
Роден е в Битоля (на турски Манастир) в 1850 година, затова носи прякора Манастърлъ (битолчанин). Управлява Шкодренския вилает от септември 1910 до май 1911 година.)
Умира в 1912 година.